# Комкаст
Комкаст (на английски: Comcast) е американски телекомуникационен конгломерат със седалище във Филаделфия, Пенсилвания.
Това е втората по големина компания за излъчване и кабелна телевизия в света по приходи (зад AT&T), най-голямата компания за платена телевизия, най-голямата компания за кабелна телевизия и най-големият доставчик на домашни интернет услуги в САЩ и третата по големина в страната доставчик на домашни телефонни услуги. Комкаст предоставя услуги на американски битови и търговски клиенти в 40 щата и в окръг Колумбия. Като компания майка на международната медийна компания Ен Би Си Юнивърсъл от 2011 г., той е продуцент на игрални филми и телевизионни програми, предназначени съответно за театрална изложба и ефирно и кабелно телевизионно предаване.